# لشکر ۵۵ پیاده (ایالات متحده آمریکا)
لشکر ۵۵ پیاده (انگلیسی: 55th Infantry Division) لشکر پیاده‌نظام نیروی زمینی ایالات متحده آمریکا است، که در سال ۱۹۴۴ تأسیس شد.
لشکر ۵۵ پیاده تحت عنوان «لشکر فانتوم» یا لشکر خیالی در اکتبر ۱۹۴۳ برای پوشش خروج لشکر ۵ پیاده ایالات متحده از ایسلند ایجاد شد. این یگان در واقع، یک نیروی کاملاً فرضی بود، که وجود آن فقط از طریق مأموران کنترل‌شده به آلمانی‌ها گزارش می‌شد زیرا ایسلند برای استفاده از فریب رادیویی خیلی از اروپا دور بود.